# David Sesa
David Sesa (ur. 10 lipca 1973 w Zurychu) – piłkarz szwajcarski grający na pozycji prawego pomocnika, trener.

## Kariera klubowa
Sesa urodził się w Zurychu, w rodzinie włoskojęzycznej. Karierę piłkarską rozpoczynał w tamtejszym klubie FC Zürich. W sezonie 1991/1992 zadebiutował w jego barwach w pierwszej lidze szwajcarskiej. W FC Zürich występował przez dwa sezony i w 1993 roku został piłkarzem FC Baden. Sezon później odszedł do ówczesnego mistrza kraju Servette FC i tam stał się podstawowym zawodnikiem. W Servette David grał do lata 1998 roku, ale nie osiągnął z tym klubem większych sukcesów.
Latem 1998 Sesa trafił do włoskiej Serie B, do drużyny US Lecce. W sezonie 1998/1999 przyczynił się do awansu klubu z Serie B do Serie A, a w pierwszej lidze Włoch w barwach Lecce grał jeszcze przez jeden rok. W 2000 roku Szwajcar odszedł do SSC Napoli. Na koniec sezonu 2000/2001 spadł z nim jednak z pierwszej ligi. W 2002 roku był z klubem z Neapolu bliski powrotu do Serie A, jednak zajął on 5. pozycję w lidze, a w kolejnych dwóch latach zajmował z nim miejsca w środku tabeli. W 2004 roku na pół sezonu wrócił do Szwajcarii, do FC Aarau. Na początku 2005 roku ponownie grał we Włoszech. Najpierw w AC Palazzolo 1913 w Serie D, a następnie w SPAL 1907 Ferrara. Od lata 2008 występuje w Rovigo Calcio w rozgrywkach Serie C2.

## Kariera reprezentacyjna
W reprezentacji Szwajcarii Sesa zadebiutował 27 marca 1996 roku w przegranym 0:1 towarzyskim meczu z Austrią. W 1996 roku został powołany przez selekcjonera Artura Jorge do kadry na ten turniej. Tam był rezerwowym i nie wystąpił w żadnym ze spotkań Helwetów. Ostatni mecz w kadrze narodowej rozegrał w maju 2002 przeciwko Kanadzie (1:3), a łącznie rozegrał w niej 36 spotkań i zdobył jedną bramkę.